# João Martins Claro
Reinol, recebeu em 20 de outubro de 1698 carta do rei D. Pedro II de Portugal. Viera no real serviço para o Brasil, acompanhando o governador D. Manuel Lobo.
Silva Leme descreve sua família no volume III, página 501, de sua «Genealogia Paulistana».
Residia de preferência em Sorocaba, e era casado com Inácia Pais de Barros, filha natural do grande potentado Fernão Pais de Barros e viúva de Brás Leme de Barros, de quem tivera diversos filhos, seis citados por Silva Leme e outros cinco teve do novo marido, os quais foram Artur Pais de Barros, Fernando Pais de Barros, ambos grandes sertanistas em Mato Grosso, e três filhas, casadas com soldados da guarnição de Santos, Francisco Nogueira, João de Sousa e Luís Teixeira.
Quando o governador geral em 1699 quis fazer exxplorações na Vacaria de Mato Grosso para verificar a existência de minas de prata, como em Itu morava um castelhano pratico da região, João Martins Claro para lá se dirigiu: tratava-se de Amaro Fernandes Gauto, e o sargento-mor lhe forneceu apetrechos necessários e bons sertanistas.
Em 1700 João Martins Claro muito auxiliou fazendo à sua custa a reforma das fortificações de Santos, e de 1704 a 1705 fez numerosas diligências à sua custa para prender marujos estrangeiros foragidos e atender a grande carestia havida. Era grande entusiasta da mineração, especialmente de prata e ferro, pesquisara ouro na capitania de Itanhaém de que era sargento-mor, andando com o grande mineiro beneditino, Frei Frutuoso.